# Marathonlauf-Länderkampf der Männer 1971 Großbritannien – BR Deutschland A – BR Deutschland B
| 4. Leichtathletik-Länderkampf mit bundesdeutscher Beteiligung 1971                      | 4. Leichtathletik-Länderkampf mit bundesdeutscher Beteiligung 1971 |
| --------------------------------------------------------------------------------------- | ------------------------------------------------------------------ |
|                                                                                         |                                                                    |
| Marathonlauf-Vergleich der Männer: Großbritannien – BR Deutschland A – BR Deutschland B |                                                                    |
| Austragungsort                                                                          | Manchester                                                         |
| Wettbewerbe                                                                             | 13                                                                 |
| Datum                                                                                   | 13. Juni                                                           |
| 1. GBR 2. FRG A 3. FRG B                                                                | 6:44:28 h 7:07:15 h 7:12:07 h                                      |
| Chronik                                                                                 |                                                                    |
| ← FRG-ROU (F)                                                                           | FRG A - FRG B00 - NLD 5kampf (F) →                                 |

Der vierte Vergleich des Länderkampfjahres 1971 bestand in einer Premiere. Zum ersten Mal wurde ein reiner Marathonlauf als Länderkampf durchgeführt. Gastgeber war am 13. Juni die englische Stadt Manchester, Gegner war eine Mannschaft aus Großbritannien.

## Wettbewerb und Modus
Die Begegnung war eingebettet in eine internationale Veranstaltung, den sogenannten Maxoj-Marathon, in dem 181 Läufer das Ziel erreichten. Im Rahmen dieses Rennens traten ein britisches sowie ein bundesdeutsches A- und B-Team an. Für jede Mannschaft waren vier Läufer startberechtigt, von denen die drei Besten über die Addition ihrer Zeiten gewertet wurden. Die Briten starteten nur mit drei Teilnehmern, die alle gewertet wurden.

## Ergebnis
Die Läufer aus Großbritannien belegten die ersten drei Plätze in der Länderkampfwertung und waren somit den beiden bundesdeutschen Teams klar überlegen. In Addition ihrer drei Einzelzeiten erzielten die Briten 6:44:28 h und liefen damit einen Vorsprung von 22:47 min vor dem Team Bundesrepublik Deutschland A heraus. Die bundesdeutsche B-Mannschaft belegte weitere 4:52 min dahinter den dritten Platz.

## Resultat der Länderkampfwertung

### Marathon
| Platz | Athlet             | Land  | Zeit (h) |
| ----- | ------------------ | ----- | -------- |
| 01    | Ron Hill           | GBR   | 2:12:39  |
| 02    | Jim Alder          | GBR   | 2:15:43  |
| 03    | Alastair Wood      | GBR   | 2:16:06  |
| 04    | Paul Angenvoorth   | FRG A | 2:18:57  |
| 05    | Manfred Steffny    | FRG B | 2:20:23  |
| 06    | Hans Hellbach      | FRG A | 2:20:53  |
| 07    | Peter Reiher       | FRG B | 2:24:01  |
| 08    | Karl-Heinz Sievers | FRG A | 2:27:25  |
| 09    | Walter Weba        | FRG B | 2:27:43  |
| 10    | Manfred Letzerich  | FRG A | 2:34:19  |
| 11    | Klaus Werther      | FRG B | 2:37:06  |